# Henry Jaboulay
Pour les articles homonymes, voir Jaboulay.
Henri Jaboulay, né le 5 août 1897 à Izieux et mort le 11 juin 1977 à Johannesburg, est un  Compagnon de la Libération et résistant français des maquis de l'Ain et du Haut-Jura.
En qualité de chef régional des maquis, il est en tête du défilé du 11 novembre 1943 à Oyonnax avec Henri Romans-Petit. L'unique film du défilé est d'ailleurs tourné par son fils Raymond. Il participe également à la rédaction du  faux numéro du Nouvelliste du 31 décembre 1943, relatant l'évènement.

## Décorations
- Commandeur de la Légion d'honneur
- Compagnon de la Libération par décret du 26 septembre 1945[1]
- Croix de guerre 1914–1918
- Croix de guerre 1939–1945
- Médaille interalliée de la Victoire
- Médaille commémorative de la guerre 1914–1918